# Bralette

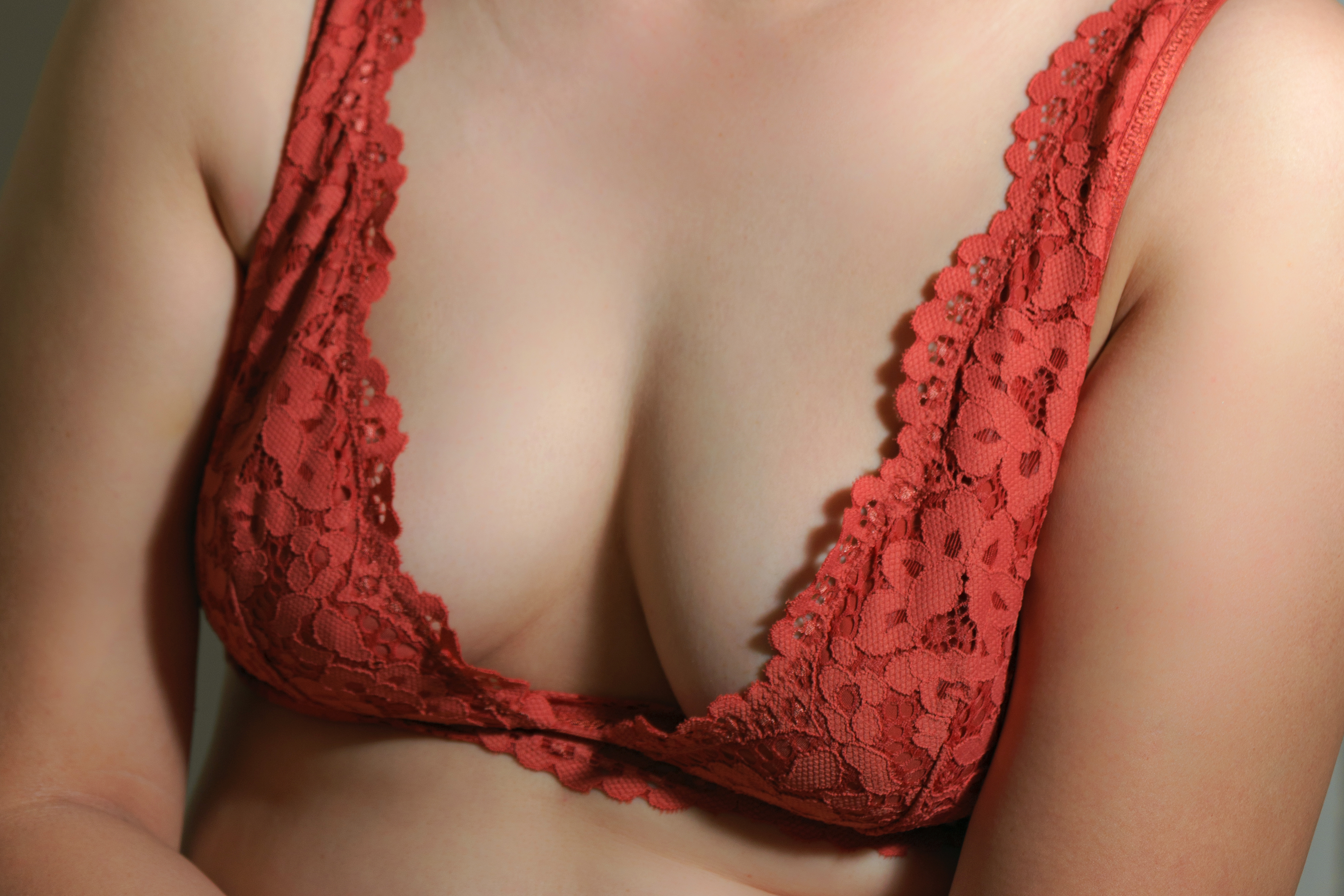
Bralette de Victoria's Secret

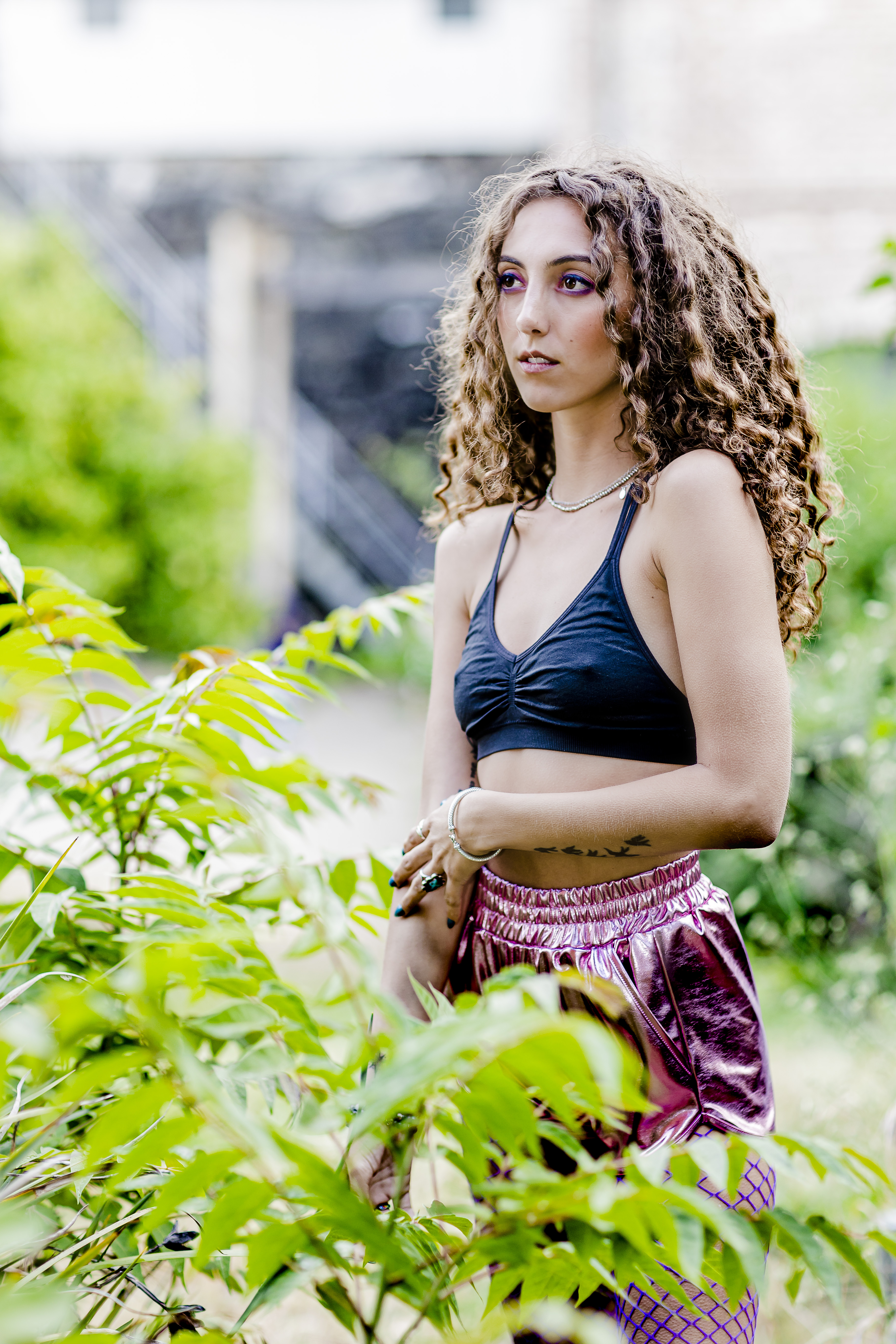
Bralette com a roba exterior

Una bralette és un sostenidor lleuger sense varetes, dissenyat principalment per a la comoditat. Les bralettes també es porten de vegades com a roba exterior o com a samarretes interiors per a les noies durant el desenvolupament dels pits.
A la dècada de 2010 i principis de la dècada de 2020, les bralettes i els sostenidors suaus van començar a guanyar popularitat a costa dels sostenidors amb varetes i amb coixinets. Algunes marques com Victoria's Secret no van poder seguir aquesta tendència i ajustar-se; a conseqüència les seues vendes van disminuir significativament. El 2017, les vendes de sostenidors d'escot van caure un 45%, mentre que, a Marks & Spencer, les vendes de sostenidors sense varetes van créixer un 40%. Alguns han atribuït la creixent popularitat de les bralettes a un nou enfocament en el "cos atlètic, la salut i el benestar", més que "sobre la mirada masculina", mentre que altres suggereixen una connexió amb el moviment #MeToo.
Les bralettes també es van fer populars durant els confinaments de la COVID-19 a causa de l'enfocament en la comoditat durant el treball a distància.